# 扎希爾內 (利維夫州)
參數所指定的目標頁面不存在，建議更正成存在頁面或直接建立下列一個頁面（建立前請先搜尋是否有合適的存在頁面可以取代）：
- 扎希爾內

扎希爾内（羅馬化：Zahirne）是烏克蘭西部利沃夫州斯特雷區斯特雷市鎮的村莊，始建於1880年，面積14.59平方公里，海拔高度297米，2001年人口1,345，人口密度每平方公里92.19人。